# Désorption-ionisation sur silicium
La désorption-ionisation sur silicium (en anglais desorption/ionization on silicon ou DIOS) est une méthode de désorption laser douce utilisée pour générer des ions (source d’ions) en phase gazeuse pour la spectrométrie de masse. 
La désorption laser douce signifie qu’il y a désorption-ionisation de grandes molécules, mais qu’il n’y a pas de fragmentation (sans rompre les liaisons chimiques). De plus, il s’agit d’une technique sans matrice dans laquelle un échantillon est déposé sur le silicium poreux et désorbé de la surface de silicium par un laser. DIOS peut être utilisée pour analyser des molécules organiques, des peptides et des molécules biologiques, et pour imager des cellules. Cette technique a d’abord été rapportée par Gary Siuzdak, Jing Wei et Jillian M. Buriak en 1999. Elle a été développée comme une alternative à MALDI (désorption-ionisation laser assistée par matrice), afin d’effectuer des analyses sans matrices pour les plus petites molécules.

## Principe de base de la technique

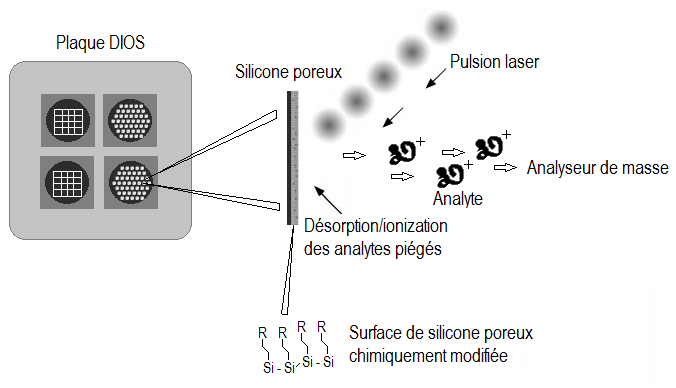
Schéma de la configuration expérimentale d’un système DIOS-MS (adaptée de Jing Wei, Jillian M. Buriak & Gary Siuzdak)

Afin d’effectuer la désorption-ionisation sur silicium, quatre plaques poreuses de silicium sont placées sur une plaque MALDI. Chacune des plaques de silicium poreux contient des points ou des grilles photo-modélisés. En effet, la structure nanoporeuse de la surface de silicium est obtenue par un procédé de gravure photo-électrochimique de silicium cristallin. Cette surface peut facilement être oxydée, ce qui permet à la surface du silicium poreux d’être chimiquement modifiée. Par la suite, l’échantillon à analyser est placé sur les plaques de silicium poreux et est laissé à sécher. Les plaques de silicium fournissent donc un cadre pour stocker le solvant et les molécules d’analyte. Ensuite, comme le coefficient d'absorption optique du silicium poreux est élevé (jusqu'à 105 cm−1) par rapport à la longueur d'onde du laser à azote (337 nm), cela permet une absorption très efficace de l'énergie laser dirigée vers la plaque.
La formation des ions en DIOS se fait en deux étapes: la désorption et l'ionisation. À la base, le substrat de silicium poreux absorbe l'énergie laser et sa température augmente. Ensuite, l'ionisation des analytes se fait de différentes façons. Dans les cas de désorption humide où le solvant peut fournir des protons, on observe des réactions ion-molécule au sein des pores de la plaque de silicium. Sinon, lorsque la désorption n’est pas humide, l’ionisation se fait par des réactions chimiques entre le substrat de silicium et l'analyte. En général, le faisceau laser, focalisé sur la plaque de silicium poreux, permet de désorber les particules d’analytes sous forme ionisés. Ainsi, les analytes ionisés se dirigent vers un analyseur de masse afin d’effectuer la spectrométrie de masse de l’échantillon.

## Matériel et montage

### Plaque de silicium poreux
Les conditions de préparation du silicium poreux sont très importantes puisque la morphologie du silicium poreux dépend de celles-ci. La plupart des solvants d’après-gravure n’ont aucun effet sur la performance du DIOS, sauf l’éthanol, qui réduit l’intensité des ions d’arrière-plan. La double gravure au laser, où la plaque de silicium est oxydée après la gravure et est ensuite traitée avec du fluorure d’hydrogène, améliore la performance du DIOS, même si un laser de plus grande force est requis afin de désorber les analytes de la plaque DIOS. La porosité des plaques de DIOS est autour de 30-40%, avec des pores de 70–120 nm de diamètre qui sont séparés d’environ 100 nm entre eux . De plus, la surface de silicium poreux peut-être modifiée afin de prévenir l’oxydation de la surface, ce qui dégrade l’utilité à des fins analytiques de la plaque DIOS. 
Une façon de produire du silicium poreux pour DIOS est d’utiliser la gravure électrochimique. Ainsi, la surface de silicone est hydrophile et contient de l’oxyde de silicium poreux. La section hydrophile est alors entourée par une région hydrophobe, ce qui aide à placer l’échantillon au bon endroit dans les pores. De plus, la préparation de plaque de silicium poreux de type n est effectuée en utilisant la gravure électrochimique et en incluant une illumination des deux côtés de la plaque. 
La grandeur optimale des pores de silicium est dans l’intervalle de 50-200 nm, ce qui permet l’analyse d’un grand nombre de composés biologiques. Une autre façon d’obtenir une surface DIOS est de former un fin film de silicone. Le fin film est fabriqué en utilisant un dépôt chimique en phase vapeur renforcé par plasma. Cette façon de fabriquer la plaque de silicium poreux s’est révélée efficace par DIOS-MS pour la détection de molécule à petit poids moléculaire comme la ubiquitine digérée par la trypsine, mais aussi pour les molécules de grand poids moléculaire comme la thyrocalcitonine (m/z 3605) et l’insuline (m/z 5735).

### Laser
Le laser utilisé est un laser à azote de longueur d’onde de 337 nm, et effectue de courtes impulsions vers la plaque DIOS. L’échantillon alors irradié est atténué avec un filtre de densité neutre. Les ions observés après cette étape sont ionisés par l’addition d’un proton en [M+H]+. D’autres techniques de désorption laser douce utilisent cependant un laser de longueur d’onde de 266 nm de type Nd:YAG. 

## Applications
La méthode de désorption-ionisation sur silicium poreux permet l'étude d'une large gamme de composés, entre autres celle de peptides, de petites molécules organiques, de produits naturels et de polymères (avec une petite fragmentation) . Elle peut aussi être utilisée pour l’analyse et l’identification de protéines. En effet, comme il n’y a pas de matrice, elle peut être utilisée pour identifier des biomolécules plus petites que MALDI. Elle peut aussi être utilisée pour surveiller des réactions sur une surface simple au travers des analyses de masses répétées. La surveillance de réactions permet de faire la recherche d’inhibiteurs d’enzymes. DIOS peut aussi être utile pour effectuer l’imagerie de petites molécules.

## Avantages et inconvénients

### Avantages
- Comme DIOS utilise des surfaces de dépôt en silicium poreux, elle permet de ne pas utiliser une matrice, contrairement à MALDI (Désorption-ionisation laser assistée par matrice). En effet, le rôle de la matrice est donc remplacé par la surface de dépôt en silicium poreux qui piège la molécule d'analyte et absorbe l'irradiation laser.
- MALDI et DIOS ont une sensibilité semblable, mais DIOS permet l’absence d’interférences de matrice. Ainsi, il y a un faible bruit de fond à basse gamme de masse.
- DIOS peut être adapté sur n’importe quel appareil de type MALDI.
- Comme les ions ne se fragmentent pas (aucune dégradation de l’analyte), il devient possible d’analyser un mélange de composés directement déposé sur la plaque, sans passer par le processus de séparation chromatographique.

### Inconvénients
- La composition de la plaque de silicium poreux, le délai entre les impulsions, le temps d'attente pour la puissance d'accélération, la longueur d'onde du laser, la densité d'énergie du laser et l'angle d'impact du faisceau laser sont des paramètres critiques pour la qualité et la reproductibilité de la méthode.